# چمچمه‌ایان
گیاهان تیره چَمچمه‌ایان (Cunoniaceae) گیاهانی هستند چوبی، با برگ‌های متقابل، معمولاً پَری مرکب، گوشواره‌دار؛ گل‌آذین متنوع، گل‌های دوجنسی، منظم، گلپوش دوری یا بالائی، ۳ تا ۵ گلبرگ و ندرتاً بدون گلبرگ، پرچم زیاد، ۳ تا ۶ کاسبرگ جدا یا پیوسته، تخمک زیاد، تمکن محوری و میوهٔ کپسول یا فندوقه. این گیاهان به‌طور عمده در نیمکره جنوبی می‌رویند.
نام این تیره از درخت چمچه (Cunonia) گرفته شده که برگ‌هایی مانند چمچه (قاشق) دارد.